# Hydrodendron dichotomum
Hydrodendron dichotomum är en nässeldjursart som först beskrevs av George James Allman 1880.  Hydrodendron dichotomum ingår i släktet Hydrodendron och familjen Haleciidae. Inga underarter finns listade i Catalogue of Life.